# Cẩm Điền
Cẩm Điền là một xã thuộc huyện Cẩm Giàng, tỉnh Hải Dương, Việt Nam.

## Địa lý
Xã Cẩm Điền có diện tích 4,13 km², dân số năm 1999 là 4.692 người, mật độ dân số đạt 1.136 người/km².
Xã có vị trí giới hạn:
- Phía bắc giáp thị trấn Cẩm Giang
- Phía tây giáp xã Vĩnh Hưng, huyện Bình Giang và xã Lương Điền
- Phía nam giáp xã Vĩnh Hưng, huyện Bình Giang
- Phía đông giáp xã Cẩm Phúc.

## Hành chính
Sau khi sát nhập 2 thôn Hoàng Xá và Hòa Tô thành thôn Hoàng Hòa thì xã Cẩm Điền chỉ còn 2 thôn: Hoàng Hoà, Mậu Tài.

## Giao thông
Xã Cẩm Điền có hệ thống giao thông khá thuận lợi:
- Quốc lộ 5A: Hà Nội - Hải Phòng
- Hệ thống xe buýt: 202, 216
- Đường sông: sông Cẩm Giàng (sông Ghẽ) ở phía Bắc; sông Bắc Hưng Hải ở phía Nam.

## Văn hóa
Di tích Văn miếu Mao Điền có từ thời Lê thờ 600 vị tiến sĩ. Đây là di tích lịch sử và văn hóa đã được Bộ văn hóa thể thao và du lịch xếp hạng cấp quốc gia đặc biệt năm 2017.
Kinh tế
Kinh tế chính dựa vào làm ruộng, làm buôn ván đồ gỗ và một số là lao động ở nước ngoài. Ở Cẩm Điền trước đây còn có nghề làm nón nhưng nay đã mai một hoàn toàn. Một phần khu công nghiệp Phúc Điền nằm trên địa bàn xã. Từ năm 2006 bắt đầu có một số doanh nghiệp nước ngoài đầu tư, sản xuất trên địa bàn xã. Khu công nghiệp Phúc Điền nằm trên địa phận 2 xã là Cẩm Điền và Cẩm Phúc cũng đã giải quyết được vấn đề về việc làm cho lao động tại địa phương và hàng vạn lao động đến từ các tỉnh khác.